# Echis megalocephalus
Echis megalocephalus är en ormart som beskrevs av Cherlin 1990. Echis megalocephalus ingår i släktet Echis och familjen huggormar. IUCN kategoriserar arten globalt som otillräckligt studerad. Inga underarter finns listade i Catalogue of Life.
Arten är bara känd från två mindre öar i Röda havet som tillhör Eritrea.